# Capitaine-commandant
Capitaine-commandant (Kapitein-commandant en néerlandais) est un grade militaire utilisé dans les forces armées belges ainsi que de certaines unités de la  sécurité civile du pays, comme les pompiers et la protection civile.

## Armée
C'est le plus haut grade d'officier subalterne dans les composantes Terre, Air et Médicale. C'est donc le grade entre capitaine et major. On lui applique le vocatif de « Commandant ». Il n'a pas d'équivalent ailleurs, sauf dans l'armée afghane.
C'était également l'un des grades d'officier subalterne de la gendarmerie nationale belge.

## Sécurité civile

### Pompiers
Le grade de Capitaine-commandant était également le plus haut grade des officiers subalternes chez les sapeurs-pompiers belges. Il fut révoqué lors de la réforme de la sécurité civile de Belgique en 2014.

## Vocatif
Le vocatif de « Commandant » s'applique aussi dans la marine belge au capitaine de vaisseau, capitaine de frégate, corvette et Lieutenant de vaisseau de première classe.

## Galons
Voici les insignes distinctifs d'un capitaine-commandant en fonction des différentes institutions et unités :
|                  |                |                     |                   |  |                  |  |                   |  |             |
| Composante terre | Composante air | Composante médicale | Composante marine |  | Sapeurs-pompiers |  | Protection civile |  | Gendarmerie |

L'équivalent dans la Marine belge est « lieutenant de vaisseau de première classe ».

## Ailleurs
Aux États-Unis, le grade  de Captain-commandant était utilisé dans l'United States Revenue Cutter Service, une ancienne unité de douane maritime. L'United States Coast Guard l'a également utilisé jusqu'en 1923.